# Glow (песня)
Glow (рус. Свечение) — второй сингл британской певицы Эллы Хендерсон, сочинённый Камиллой и Стивом Маком. Клип был выпущен 12 августа, а сам сингл выйдет 5 октября 2014 года.

## Позиции в чартах
| Чарт (2014)                        | Позиция |
| ---------------------------------- | ------- |
| Австралия (ARIA)                   | 49      |
| Новая Зеландия (Recorded Music NZ) | 26      |

## Release history
| Страна         | Дата             | Формат              | Лейбл      |
| -------------- | ---------------- | ------------------- | ---------- |
| Австралия      | 19 сентября 2014 | Цифровое скачивание | Syco Music |
| Великобритания | 5 октября 2014   | Цифровое скачивание | Syco Music |